# Yoshihiro Asai
Yoshihiro Asai (Japans: 浅井 嘉浩, Asai Yoshihiro) (Nagoya, 12 december 1966), beter bekend als Último Dragón, is een Japans professioneel worstelaar en acteur.
Asai worstelde van 1996 tot 1998 voor de World Championship Wrestling als The Ultimate Dragon en hij won twee keer het WCW World Cruiserweight Championship en twee keer het WCW World Television Championship.
In 2003 ging Asai worstelen voor de World Wrestling Entertainment (WWE) als Último Dragón en bleef daar worstelen tot in 2004.
Momenteel worstelt Asai zowel voor de Mexicaanse als de Japanse worstelorganisaties.

## In het worstelen
- Finishers
  - Arm wrench inside cradle
  - Asai DDT (uitvinder)
  - Cancún Tornado
  - Dragon Bomb
  - Dragonsteiner

- Signature moves
  - Asai Moonsault (uitvinder)
  - Atlantinda
  - Dragon screw
  - Dragon sleeper
  - Giant swing
  - Jumping belly to belly piledriver
  - Kick combo
  - Meerdere "suplex" variaties
    - Aztec Suplex
    - Dragon
    - German
    - Tiger

  - Rolling sole butt
  - Tiger feint kick

- Manager
  - Sonny Onoo

- Opkomstnummers
  - "Separados" van Luis Miguel
  - "Dragon" van Jim Johnston

## Prestaties
- Consejo Mundial de Lucha Libre
  - NWA World Middleweight Championship (2 keer)
  - Suzuki Cup (2007) met Kensuke Sasaki & Marco Corleone

- Comision de Box y Lucha D.F.
  - Distrito Federal Trios Championship (1 keer: met Naoki Sano & Hata Hirokazu)

- Michinoku Pro Wrestling
  - British Commonwealth Junior Heavyweight Championship (1 keer)
  - Tohoku Tag Team Championship (1 keer: met Jinsei Shinzaki)

- New Japan Pro Wrestling
  - IWGP Junior Heavyweight Championship (2 keer)
  - J-Crown (1 keer)
  - British Commonwealth Junior Heavyweight Championship (1 keer)
    - NWA World Junior Heavyweight Championship (1 keer)
    - NWA World Welterweight Championship (2 keer)
    - UWA World Junior Light Heavyweight Championship (1 keer)

  - WAR International Junior Heavyweight Championship (1 keer
    - WWA World Junior Light Heavyweight Championship (1 keer)
    - WWF Light Heavyweight Championship (1 keer)

- Universal Wrestling Association
  - UWA World Middleweight Championship (5 keer)
  - UWA World Welterweight Championship (1 keer)

- World Championship Wrestling
  - WCW World Cruiserweight Championship (2 keer)
  - WCW World Television Championship (2 keer)

- Wrestle And Romance / Wrestle Association R
  - WAR International Junior Heavyweight Championship (2 keer)
  - WAR World Six-Man Tag Team Championship (1 keer: met Nobutaka Araya & Genichiro Tenryu)

- Wrestling Observer Newsletter awards
  - Best Wrestling Maneuver (1996) Dragon Bomb
  - Most Underrated (2003)
  - Wrestling Observer Newsletter Hall of Fame (Class of 2004)